# 乔治·普拉特·舒尔茨
乔治·普拉特·舒尔茨（英語：George Pratt Shultz，1920年12月13日—2021年2月6日），美国政治人物。
1920年12月13日，舒尔茨出生于纽约。1942年本科毕业于普林斯顿大学。二战期间服役于美国海军陆战队，任上尉。1949年获得麻省理工学院工业经济学博士学位。博士毕业后曾在麻省理工学院和芝加哥大学教经济学，之后曾任美国劳工部长、美国财政部长和美国国务卿。2021年2月6日，舒尔茨去世，享嵩寿100岁。
2021年2月8日，中華人民共和国外交部发言人汪文斌在例行记者会上称，“舒尔茨前国务卿是美国资深的政治家和外交家，任内为促进中美关系发展作出了积极的努力和有益的贡献，离任后继续长期致力于增进两国了解与互信，推动中美友好合作。我们对他的逝世深表哀悼，对他的家人表示诚挚慰问。”